# أندرياس هولم (ملحن)
أندرياس هولم (بالألمانية: Andreas Holm)‏ هو ملحن ألماني، ولد في 22 أكتوبر 1942 في برلين في ألمانيا.

## وصلات خارجية
- الموقع الرسمي
- أندرياس هولم على موقع ميوزك برينز (الإنجليزية)
- أندرياس هولم على موقع ديسكوغز (الإنجليزية)